# Podglavica, Danilovgrad
Podglavica este un sat din comuna Danilovgrad, Muntenegru. Conform datelor de la recensământul din 2003, localitatea are 240 de locuitori (la recensământul din 1991 erau 199 de locuitori).

## Demografie
În satul Podglavica locuiesc 200 de persoane adulte, iar vârsta medie a populației este de 41,3 de ani (39,8 la bărbați și 42,9 la femei). În localitate sunt 67 de gospodării, iar numărul mediu de membri în gospodărie este de 3,58.
Populația localității este foarte eterogenă.
|  |

| Demografie | Demografie | Demografie |
| An         | Locuitori  | Locuitori  |
| ---------- | ---------- | ---------- |
|            |            |            |
|            |            |            |
|            |            |            |
|            |            |            |
| 1948       | 229        |            |
| 1953       | 201        |            |
| 1961       | 202        |            |
| 1971       | 209        |            |
| 1981       | 218        |            |
| 1991       | 199        | 199        |
| 2003       | 241        | 240        |

| \| Componența etnică conform recensământului din 2003[2] \| Componența etnică conform recensământului din 2003[2] \| Componența etnică conform recensământului din 2003[2] \| Componența etnică conform recensământului din 2003[2] \| Componența etnică conform recensământului din 2003[2] \| \| ----------------------------------------------------- \| ----------------------------------------------------- \| ----------------------------------------------------- \| ----------------------------------------------------- \| ----------------------------------------------------- \| \| \| \| \| \| \| \| Muntenegreni \| Muntenegreni \| \| 132 \| 55% \| \| Sârbi \| Sârbi \| \| 87 \| 36,25% \| \| Sloveni \| Sloveni \| \| 1 \| 0,41% \| \| Germani \| Germani \| \| 1 \| 0,41% \| \| Iugoslavi \| Iugoslavi \| \| 1 \| 0,41% \| \| necunoscută \| necunoscută \| \| 1 \| 0,41% \| |              |  |     |        |
| Componența etnică conform recensământului din 2003 |              |  |     |        |
| |              |  |     |        |
| Muntenegreni | Muntenegreni |  | 132 | 55%    |
| Sârbi | Sârbi        |  | 87  | 36,25% |
| Sloveni | Sloveni      |  | 1   | 0,41%  |
| Germani | Germani      |  | 1   | 0,41%  |
| Iugoslavi | Iugoslavi    |  | 1   | 0,41%  |
| necunoscută | necunoscută  |  | 1   | 0,41%  |